# Gerlach Cerfontaine
Gerlach Jean Cerfontaine (Houthem-Sint Gerlach, 28 november 1946) is een Nederlands bestuurder. Hij was onder meer president-directeur van de Schiphol Group. Hij is hoogleraar in Utrecht (sinds 2003) en Maastricht (sinds 2009).

## Biografie
Cerfontaine heeft in Utrecht geneeskunde gestudeerd, hij was er lid van studentenvereniging CS Veritas.  Hij werkte aanvankelijk als huisarts, assistent-chirurg en psychotherapeut. Daarna werd hij bestuurslid van het Wilhelmina Kinderziekenhuis. Vervolgens was hij jarenlang voorzitter raad van bestuur van het Academisch Ziekenhuis Utrecht.Hij werd in 1997 benoemd tot hoogleraar Strategisch management in de ziekenhuiszorg aan de Universiteit Utrecht.
In 1998 stapte Gerlach Cerfontaine over naar Schiphol. Hij maakte zich onder meer sterk voor de aanleg van de Polderbaan ("vijfde baan") en voor de privatisering en beursgang van Schiphol. Cerfontaine slaagde daarin, maar hij baarde opzien door na zijn vertrek toe te geven dat verantwoordelijke bestuurders nog duidelijker hadden moeten zijn over de overlast van geluid in de plaatsen en dorpen onder de nieuwe vliegroutes van de Polderbaan, en noemde als voorbeeld de geluidshinder die de inwoners van Spaarndam als gevolg van de baan zouden ondervinden. De privatisering annex beursgang werd door het parlement goedgekeurd maar door het kabinet-Balkenende IV alsnog afgeblazen per februari 2007. De Polderbaan werd na jarenlange procedures in februari 2003 in gebruik genomen. Per 1 januari 2009 is Cerfontaine, na ruim tien jaar werken bij Schiphol, met pensioen gegaan. Hij werd opgevolgd door Jos Nijhuis. In 2001 was hij voorzitter van de commissie Burgers verbonden-ICT en de stad. Het rapport beschreef de vergroting van de maatschappelijke betrokkenheid van de burgers op hun directe leefomgeving. In 2007 was hij lid van de commissie Kok versterking Randstad.
Sinds zijn vertrek als directeur van Schiphol vervulde Cerfontaine meerdere functies. Hij was lid van de Academie de Gouden Ganzenveer (2002-2010). Hij werd benoemd tot voorzitter van de Raad van Toezicht van het Nederlandse Filmfonds (per 1 juli 2009), het Onze Lieve Vrouwe Gasthuis (per 1 januari 2010) en het Centraal Bureau Rijvaardigheidsbewijzen (per 1 mei 2010).Voorzitter Raad van Toezicht Luchtverkeersleiding (LvnL) per 1 januari 2011, Voorzitter Concertvrienden Concertgebouw en Koninklijk Concertgebouworkest (per 1 januari 2002). Voorzitter Bestuur Internationaal Kamermuziekfestival Janine Jansen.
Hij was commissaris en adviseur van verschillende ondernemingen in het bedrijfsleven. Ook was hij voorzitter van de Vrede van Utrecht. en Culturele hoofdstad. Lid Raad van Toezicht raad van Onderzoeksprogamma Kennis voor Klimaat (2008-2014). In 2003 werd Cerfontaine gevraagd door de politieke partij D66 om minister van Economische Zaken te worden in het kabinet-Balkenende II, hoewel hij nooit lid was geweest van een politieke partij. Cerfontaine bedankte hiervoor vanwege een te lage pensioenregeling voor ex-ministers. Ook werd hij gevraagd als nieuwe topman voor werkgeversorganisatie VNO-NCW. Van af 1 november 2003 was hij hoogleraar Corporate Governance (oratie 2005 governance in de Randstad) aan de Universiteit Utrecht en sinds januari 2009 hoogleraar Regional Innovation Policy aan de Universiteit Maastricht. Gerlach Cerfontaine werd in 1998 benoemd tot ridder in de orde van Oranje Nassau en in 2008 bevorderd tot officier in de orde van Oranje Nassau. 
Van 21 juni 2011 tot 6 oktober 2020 was Cerfontaine bestuursvoorzitter van de VvAA.
Hij was in 2020 voorzitter van de commissie van VWS ontregel de zorg (vermindering administratieve lasten) en in 2022 voorzitter Taskforce Ondersteuning Optimale inzet zorgprofessionals van hetzelfde departement.    

## Persoonlijk leven
Cerfontaine is getrouwd met Pia Dijkstra, Tweede Kamerlid voor D66 tussen 2010 en 2021 en eerder nieuwslezeres en televisiepresentatrice. Ze hebben drie kinderen.

## Trivia
In 2005 werd door de directie van gebiedsontwikkelaar Chipshol aangifte bij justitie gedaan tegen Cerfontaine en staatssecretaris Schultz van Haegen. Ze zouden misbruik van hun positie gemaakt hebben door de ontwikkeling van een kantorenpark bij Schiphol te saboteren. Die klacht is nooit in behandeling genomen door het Openbaar Ministerie en werd niet-ontvankelijk verklaard.
In 2007 trad Cerfontaine op als juryvoorzitter van de AKO Literatuurprijs.
In februari 2008 bleek de beveiliging van Schiphol lek, hetgeen door Cerfontaine 'een doodzonde' werd genoemd.